# Tierra Santa (parque temático)
Tierra Santa es un parque temático ubicado en la ciudad de Buenos Aires, Argentina. Es uno de los primeros parques temáticos religiosos del mundo, inaugurado en diciembre de 1999.

## Temática
El parque fue inaugurado en el año 1999,  diseñado  por Fernando Pugliese, con la sola intención de ser una muestra para todas las religiones para Semana Santa, y luego quedó permanentemente construido, siendo uno de los primeros parques temáticos del mundo dedicados a la religión (no el primero, ya que Holy Land USA fue inaugurado en 1955).
En el año 2000, el parque fue bendecido por el entonces arzobispo de Buenos Aires Jorge Mario Bergoglio, más tarde cardenal y, desde 2013 hasta 2025 Papa de la Iglesia Católica.
Tierra Santa es una maqueta gigante donde se pueden recorrer las calles de Jerusalén, viviendo, paso a paso, escenas de los distintos momentos de la vida de Jesucristo, encontrando representadas las distintas culturas que convivieron en aquella ciudad hace 2000 años y en siglos posteriores: cristianos, judíos, romanos y árabes.

## Galería de imágenes

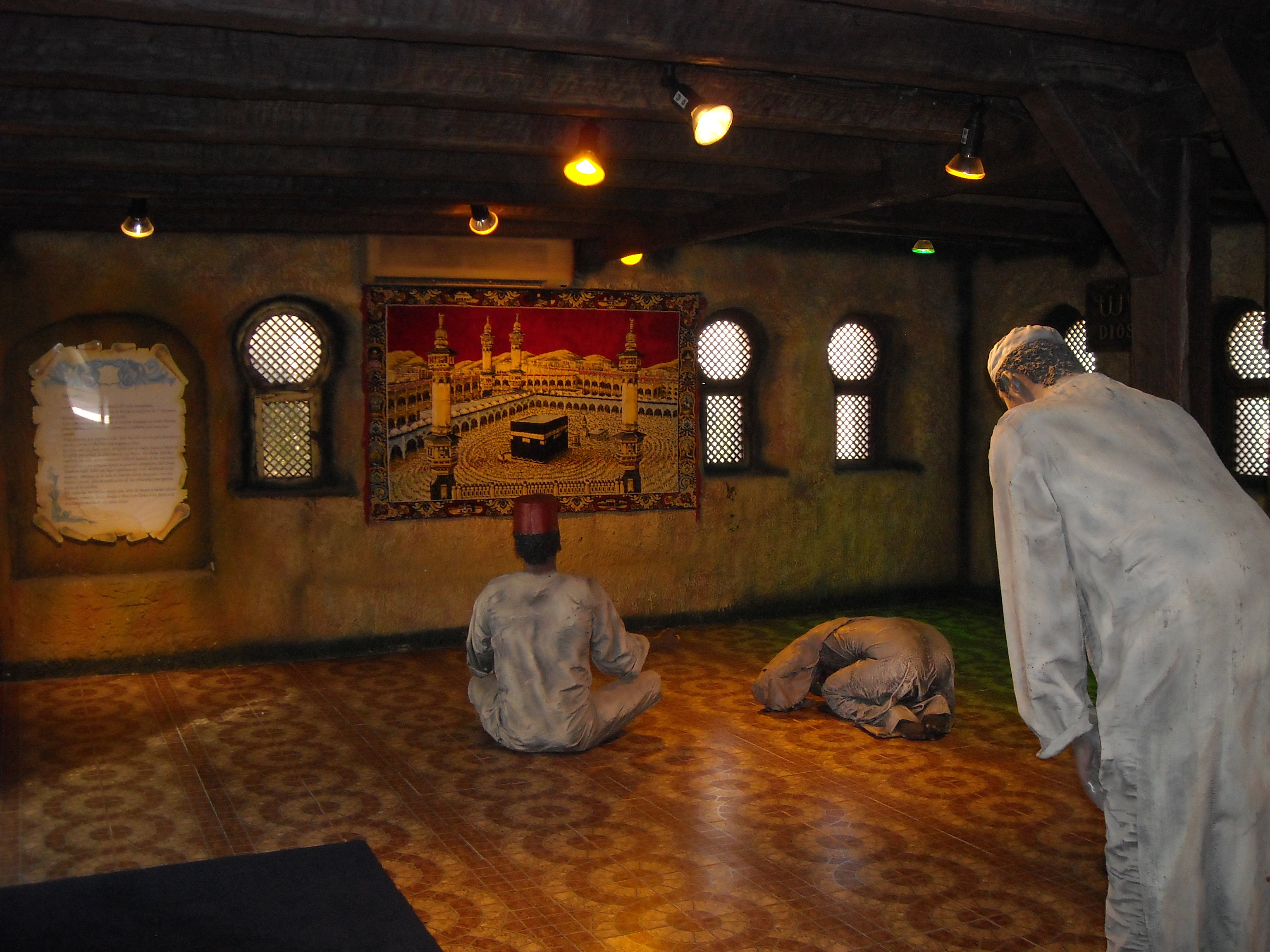
Mezquita
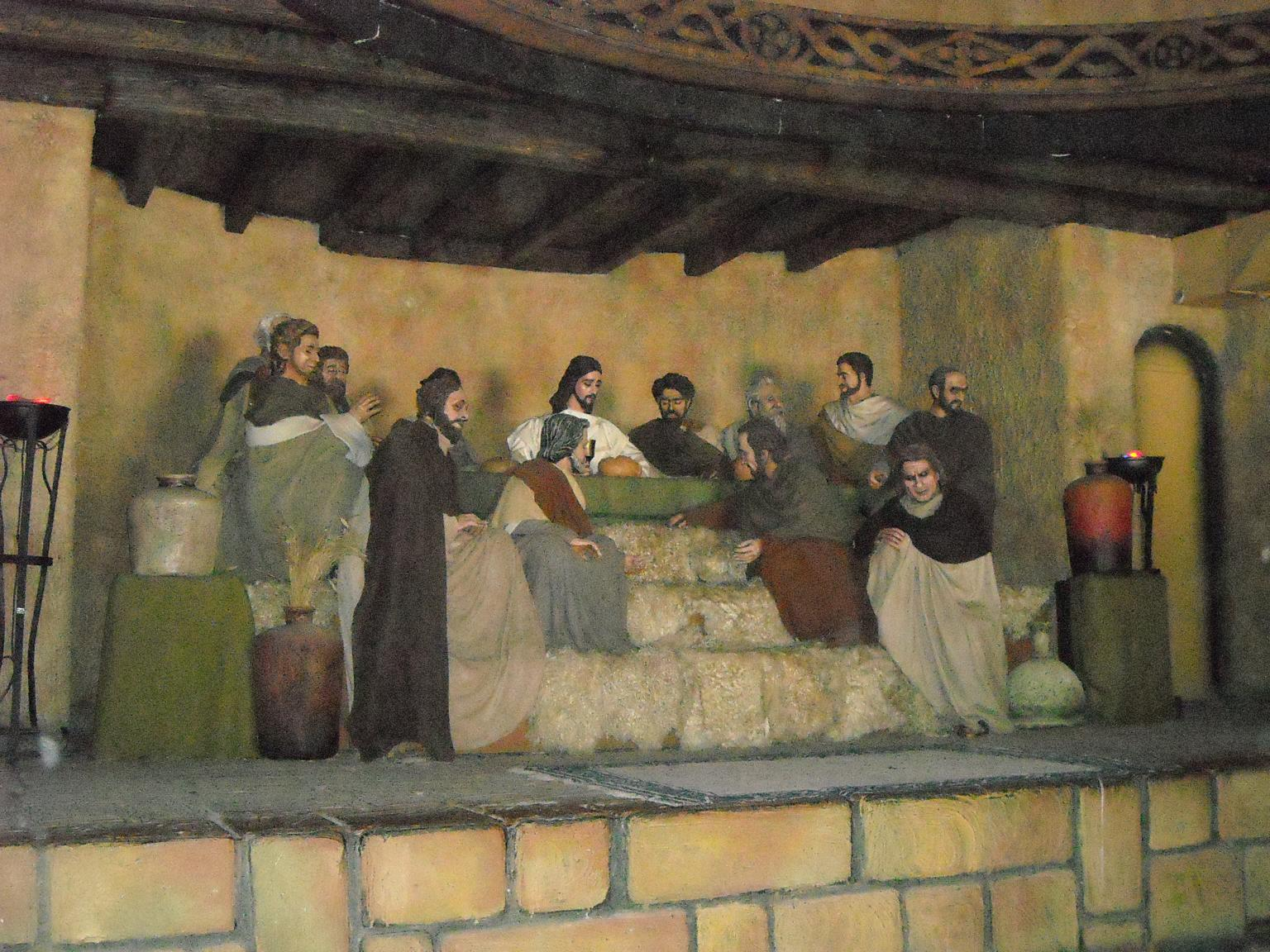
La Última Cena
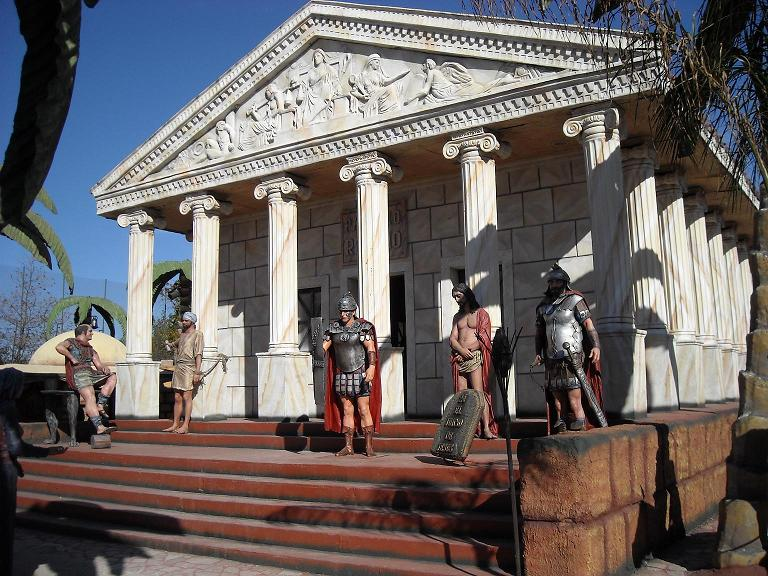
Juicio de Jesús
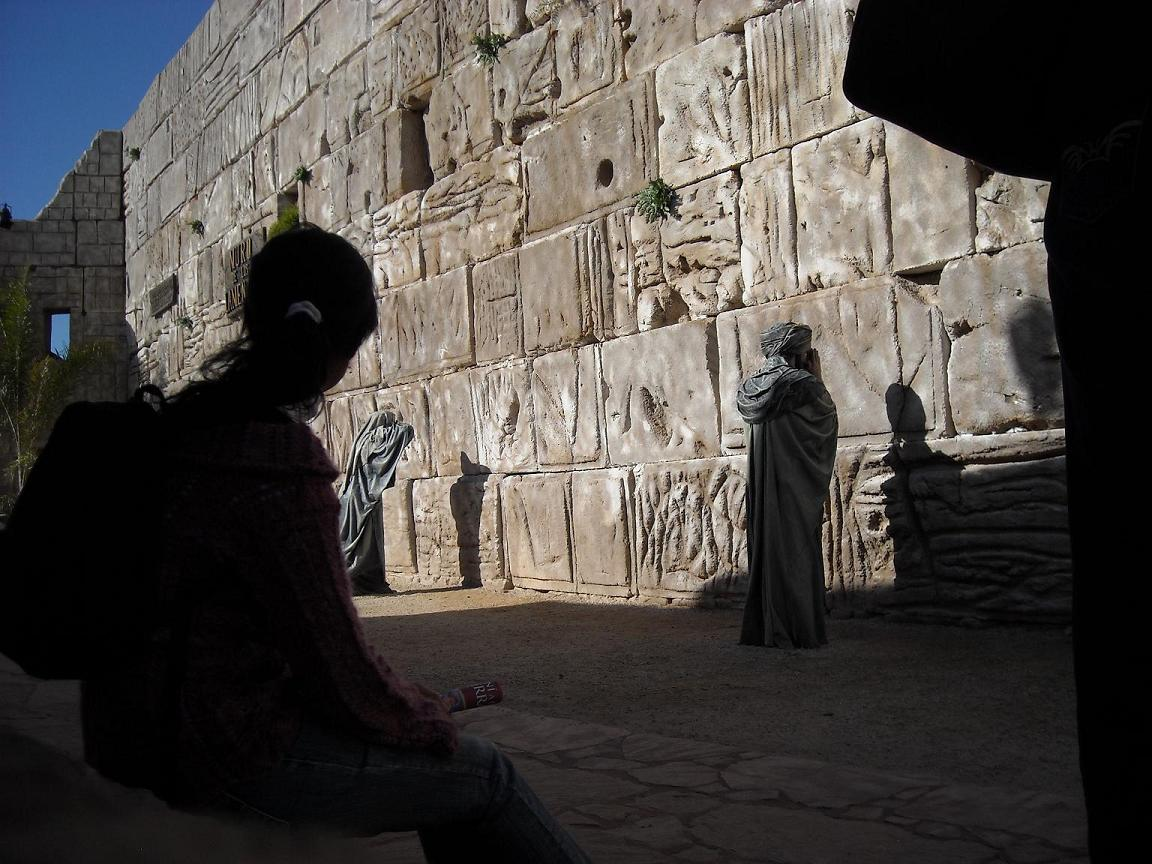
Muro de los lamentos